# Möhnen
Möhn oder Möön (Plural Möhne, Mööne) ist im ripuarischen und moselfränkischen Sprachgebrauch das Wort für eine ältere weibliche Person. Der Begriff ist in Köln gebräuchlich, tritt aber auch im Düsseldorfer, Bonner und Koblenzer Raum, sowie in der Nordeifel und in Düren besonders an Karneval zur Weiberfastnacht häufig auf. Viele Mitglieder närrischer Frauenvereinigungen, meist Damenkomitee genannt, bezeichnen sich selbst als Möhne.

Plastikmöhn in Erkelenz

## Obermöhn
Als Obermöhn wird bei Damenkomitees die Präsidentin bezeichnet, die wortgewandt und scharfzüngig an der Spitze der Vereinigungen steht und zumeist an Weiberfastnacht das Zepter der karnevalistischen Regierung übernimmt.

## Wortherkunft
Das Wort „Möhn/Möhne“ kommt von „Muhme“ und bezeichnete im westmitteldeutschen Sprachraum bis etwa 1880 eine weibliche Verwandte von Mutterseite. Vielfach verstand man aber auch unter einer Möhne eine ältere verheiratete, mitunter auch verwitwete, Frau in dunkler Kleidung mit Kopfbedeckung. Erst Ende des 19. Jahrhunderts wurde mit Aufkommen des organisierten Karnevals der Begriff auf Mitglieder einer karnevalistischen Frauenvereinigung übertragen. Dabei ist der frühere Bezug zum Alter verloren gegangen, da auch jüngere Frauen solchen Vereinigungen angehören, auch wenn es an manchen Orten noch üblich ist, dass die Möhnen aller Altersstufen in einheitlicher, altmodisch wirkender Kleidung wie sie in früherer Zeit vor allem von älteren Damen getragen wurde.

## Weiberfastnacht
Die Weiberfastnacht, in manchen Gegenden des Rheinlands Altweiber genannt, ist der traditionelle Höhepunkt und wichtigster Tag im Jahr für die Möhnen. Dann werden regional sehr unterschiedliche Bräuche gepflegt. In vielen Orten ziehen die Möhnen bereits am frühen Morgen in Verkleidung feiernd und lärmend durch ihren Heimatort, ziehen durch Geschäfte und versperren mitunter Straßen, um von Autofahrern und Passanten Spenden zu erbitten. Nachmittags treffen sich die närrischen Weiber dann häufig in Bürgerhäusern, Sälen und Gaststätten zu Möhnensitzungen. Diese Sitzungen heißen dann „Möhnekaffee“ oder „Möhneklatsch“. Dort ist männlichen Personen, unter Ausnahme des Gaststättenpersonals, der Zutritt bis in die Abendstunden verboten und steht unter närrischen „Strafen“ wie zum Beispiel dem nach-Hause-bringen der Obermöhne oder einer Lokalrunde. Letztere gibt auch jene Möhne, die die einzige im Kuchen versteckte Kaffeebohne findet.

Im Raum Düren gibt es den Heischebrauch des so genannten Rommelns, bei dem Kinder für den Reimspruch an eine Möhne Süßigkeiten von dieser erhalten.

## Düsseldorfer „Möhnensturm“
An Altweiber, dem Donnerstag vor Rosenmontag, wird um 11 Uhr 11 traditionell das Düsseldorfer Rathaus von den Möhnen „gestürmt“. Symbolisch überreicht der Oberbürgermeister der Prinzessin Venetia den Stadtschlüssel. Dieser spätmittelalterliche Brauch ist Ausdruck dafür, dass an Karneval „alles verkehrt läuft“. Das in der Regel männlich geführte Rathaus wird für einen Tag von den Frauen regiert.

Der „Möhnensturm“ läutet in Düsseldorf offiziell den Straßenkarneval in der Landeshauptstadt ein.

## Denkmäler
- Eine „tanzende Möhn“ auf dem Markt in Erkelenz erinnert an Altweiber. Die circa 1,4 Meter große Bronzeplastik wurde von der Bildhauerin Ursula Klügel entworfen.
- In der Karnevalszeit werden außerdem im Erkelenzer Land seit den 1970er-Jahren Möhnen aus Draht und Plastik als lebensgroße Figuren gebastelt, an Häusern aufgehängt und in die Bäume gesetzt. Diese Tradition geht auf die Gruppe „Möhneleut“ um den Apotheker Karl-Eugen Luther zurück. Maßgeblich beteiligt an der Verbreitung der Möhnenkultur waren alt eingesessene Karnevalsjecken wie die Schreinermeister Heinz Görtz und Kurt Hupke. Anstatt Erkelenz heißt es dann „Möhnelenz“

## Mediographie
- Stephanie Steppat: Möhnen in Schalkenbach: Zur Geschichte des 1949 gegründeten Vereins; in: Kreisverwaltung Ahrweiler (Hrsg.): Heimatjahrbuch für den Kreis Ahrweiler 2000; Ahrweiler 1999, S. 203 ff.